# TTÜ KK
O TTÜ Korvpalliklubi (em português:  Universidade de Tecnologia de Tallinn Basquetebol Clube, é um clube profissional de basquetebol situado na cidade de Tallinn, Harjumaa, Estónia que disputa atualmente a Liga Estoniana e a Liga Báltica.

## Títulos
- Liga Estoniana: 
  - 8x Campeão (1961, 1962, 1963, 1964, 1965, 1966, 1983–84, 1984–85)
- Copa da Estônia:
  - 7x Campeão (1960, 1961, 1962, 1964, 1966, 1967, 1970)